# Family BASIC
Family BASIC o Famicom BASIC es un intérprete BASIC para la consola de videojuegos de Nintendo Family Computer. Se distribuía en formato cartucho, y originalmente iba acompañado de un teclado de computadora y un libro de texto con instrucciones. Requería de una grabadora de casetes para guardar los programas BASIC generados por el usuario. Family BASIC se lanzó el 21 de junio de 1984 a los consumidores en Japón por Nintendo, en cooperación con Hudson Soft y Sharp Corporation. Una segunda versión titulada Family BASIC V3 fue lanzada el 21 de febrero de 1985, con mayor memoria y nuevas características.
Varios componentes visuales vistos en juegos de Nintendo, como fondos y personajes de los juegos de la serie Mario y Donkey Kong (hacia 1984-1985), están disponibles como componentes de desarrollo Family BASIC, o han aparecido en juegos Family BASIC prefabricados.

## Usos

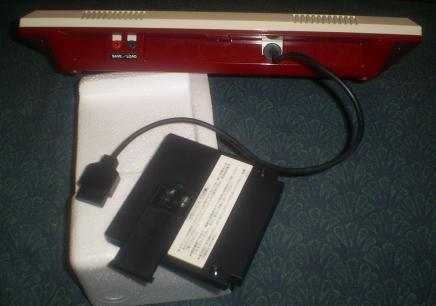
Entrada, salida y tapa de batería de Family BASIC.

Los programas se pueden guardar con la unidad de cinta de casete Famicom Data Recorder. Family BASIC no fue diseñado para ser compatible con el Famicom Disk System. El adaptador de RAM del Disk System requiere el uso de la ranura del cartucho de la Famicom, que evita el uso de la ranura para el cartucho Family BASIC.
Normalmente, Family BASIC no se puede usar en consolas NES porque esa consola carece del puerto de expansión de 15 pines de Famicom. Esto se puede eludir mediante el uso de un adaptador de E / S personalizado que se engancha en el puerto de expansión NES que no se utiliza en la parte inferior de la consola.